# Островское (Костромская область)
Остро́вское — посёлок в России, административный центр Островского округа Костромской области.

## География
Посёлок расположен в 80 км к востоку от областного центра Костромы на реке Мера (приток Волги),

## История
Впервые упоминается в XIII веке как село Семёновское, затем Семёновское-Лапотное (в связи с народным промыслом — плетением лаптей), затем село снова получило имя Семёновское.
Село Семеновское появилось на Костромской земле при Симеоне Гордом, сыне Ивана Калиты, и было названо в честь великого князя. «Великий князь Симеон был прозван Гордым, потому что не любил неправды и крамолы, и всех виновных сам наказывал, пил мед и вино, но не напивался допьяна и терпеть не мог пьяных, не любил войны, но войско держал наготове», — читаем в летописи. Симеон уже титуловался не только великим князем, как его отец, а «великим князем всея Руси». «Все князья русские даны были под руку Симеона», — говорит летопись. Собирая князей, Симеон напоминал им, что Русь всегда была сильна только тогда, когда князья повиновались старшему.
Именно здесь согласно официальной истории впервые в России начали производить лапти отдельно для левой и правой ног.
В период с 1900 по 1916 г. в Семёновском жил и работал художник Б. М. Кустодиев.
В 1913 г. 5 мая случился сильный пожар, в результате которого большая часть посёлка была уничтожена.
В 1956 году было переименовано в Островское в честь А. Н. Островского, жившего в усадьбе Щелыково, расположенной в Островском районе.

## Население
| 1959  | 1970  | 1979  | 1989  | 2002  | 2008  | 2010  |
| ----- | ----- | ----- | ----- | ----- | ----- | ----- |
| 2552  | ↗3901 | ↗4923 | ↗5388 | ↘5273 | ↘4854 | ↘4547 |
| 2012  | 2013  | 2014  | 2015  | 2016  | 2017  | 2018  |
| ↗4894 | →4894 | ↘4850 | ↗4867 | ↘4841 | ↗4849 | ↘4815 |
| 2019  | 2020  | 2021  |       |       |       |       |
| ↘4768 | ↗4769 | ↘4218 |       |       |       |       |

## Экономика
Работает исправительная колония общего режима ФКУ ИК-4 УФСИН России по Костромской области (мужская колония общего режима для осужденных мужчин, ранее отбывавших лишение свободы), мехлесхоз, кирпичный завод (не функционирует), льнозавод (не функционирует), предприятие «Инициатива» (мягкая мебель, швейные и столярные изделия, пиломатериалы), маслосыродельный завод (не функционирует), птицефабрика.

## Культура, наука, образование
- Музей Б. М. Кустодиева. www.museum.ru. Дата обращения: 29 июля 2021.
- Государственный мемориальный и природный музей-заповедник А. Н. Островского «Щелыково». www.museum.ru. Дата обращения: 29 июля 2021.
- Островская средняя общеобразовательная школа.
- Районный центр культуры и досуга Островского округа Костромской области

## СМИ

### Пресса
Общественно-политическая газета «Островские вести»

### Автобусное сообщение[24]
В Островском действует система пригородного общественного транспорта. Перевозчик ООО «Островскоеавтотранс» обслуживает маршруты автобусами малого класса.
Пригородные маршруты:
- 100 Островское — Юрьево (через Красную Поляну)
- 102 Островское — Дубяны
- 103 Островское — Александровское (через Щелыково, Заборье)
- 104 Островское — Ломки (через Воскресенское)
- 105 Островское — Гуляевка
- 106 Островское — Адищево (через Ивашево, Александровское)
- 108 Островское — станция Островское

Проходящие маршруты:
- 507 Кострома — Антропово
- 514 Кострома — Дубяны
- 515 Кострома — Адищево
- 518 Кострома — Макарьев
- 522 Кострома — Боговарово (через Шарью)
- 524 Кострома — Завражье
- 526 Кострома — Кологрив / Кострома — Шарья
- 528 Кострома — Поназырево
- 551 Кострома — Нея
- 578 Кострома — Георгиевское
- Кострома — Кинешма

## Достопримечательности
В 25 километрах от Островского находится Музей-усадьба драматурга А. Н. Островского Щелыково.
В центре посёлка расположен бюст Островского А. Н.
В посёлке функционирует историко-культурный центр им. Б. М. Кустодиева Островского муниципального округа Костромской области